# Adam de Fulda
Adam de Fulda (Fulda, Hessen, ca 1445 - Wittenberg, 1505) fou un savi monjo, tractadista i cèlebre compositor de música alemany. Va ser monjo a Francònia, i possiblement el seu nom deriva de la ciutat principal del país. Fou un dels mestres que disputaren als holandesos el títol de primers contrapuntistes, que no sense motiu hom els concedia. Al tom III de l'obra de Gerbert, Scriptores ecclesiastic, hi figura un Tractat de Música (1490) d'Adam de Fulda. Aquest tractat està dividit en 45 capítols, alguns dels quals aborden el tema de la invenció en música, de les relacions entre els tons, els intervals, les consonàncies, etc., i també diverses de les seves cançons apareixen a la col·lecció que, es publicà a Magdeburg (1673). El Dodecachordon de Glareanus conté un motet a quatre veus d'aquest compositor, el qual és molt interessant pel seu caràcter avançat donada l'època en què fou escrit. La llista de les seves composicions pot ser trobada a Quellen-Lexicon. Atès que Adam es feia anomenar músic ducalis, és molt possible que estigués al servei d'algun príncep, potser el Bisbe de Würzburg.